# I Liceum Ogólnokształcące im. Jana Kasprowicza w Inowrocławiu
I Liceum Ogólnokształcące im. Jana Kasprowicza w Inowrocławiu – inowrocławska szkoła średnia o ponadstupięćdziesięcioletniej tradycji (najstarsza na Kujawach Zachodnich). Należy do Stowarzyszenia na rzecz Najstarszych Szkół w Polsce, Towarzystwa Szkół Twórczych oraz programu Szkół Stowarzyszonych UNESCO. Od roku szkolnego 2011/2012 do 2018/2019 przy I LO działało Gimnazjum Dwujęzyczne z językiem angielskim.

## Historia

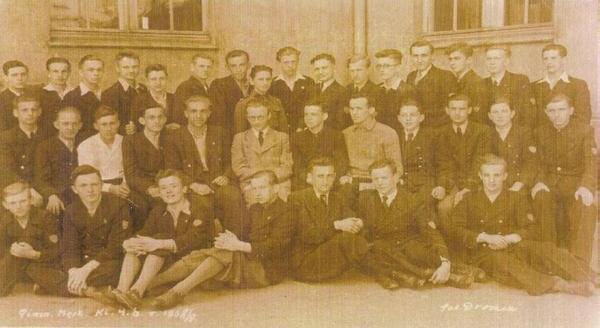
Klasa 1936-1939 Państwowego Gimnazjum im. Jana Kasprowicza w Inowrocławiu

Szkoła została założona w 1855, pierwotnie jako niemieckie Królewskie Gimnazjum (Königliches Gymnasiums) dla chłopców. Od 1860 działa w obecnej lokalizacji, przy ul. 3 Maja 11/13. Do najstarszej części dobudowano w 1880 salę sportową otoczoną boiskiem, w latach 1913–1915 dwuskrzydłowy budynek z aulą, zaś w 1976 oddano do użytku nową salę gimnastyczną i łącznik pomiędzy nią a fasadą gmachu głównego.
Szkoła miała w swoich szeregach uczniowskich Niemców, Polaków i Żydów, uczyli w niej również, ze względu na specyfikę regionu, tak Niemcy, jak i nieliczni Polacy. W latach 1870–1880 uczniem gimnazjum był przyszły poeta i patron szkoły, Jan Kasprowicz.
W 1873 język polski utracił w szkole status języka wykładowego, a jako przedmiot stał się nieobowiązkowy. Polskość kultywowały wśród uczniów tajne organizacje – powstałe ok. 1870 Tajne Kółko Literackie Młodzieży Polskiej im. Tomasza Zana, a od 1873 do 1883 organizacja filomacka o nazwie „Wincenty Pol”. Germanizacja postępowała i w 1907 język polski został całkowicie zlikwidowany jako przedmiot.
Po odzyskaniu przez Polskę niepodległości szkoła przeszła w 1919 pod administrację polską – rok później odbył się w niej pierwszy egzamin dojrzałości przed polską komisją. W 1926 placówka otrzymała imię Jana Kasprowicza. W 1932, na mocy nowej ustawy o szkolnictwie, została przekształcona z 8-letniego gimnazjum ogólnokształcącego w 6-letnią szkołę z 4-letnim gimnazjum i 2-letnim liceum z wydziałami humanistycznym, klasycznym, przyrodniczym i matematyczno-fizycznym.
Na początku II wojny światowej budynek szkoły służył jako kwatera i szpital dla Niemców rannych w kampanii wrześniowej. W 1940 stworzono tam gimnazjum z internatem dla niemieckich chłopców. Po wyzwoleniu miasta w 1945 gimnazjum i liceum wznowiło działalność jako szkoła polska, już koedukacyjna.
Przez lata swej działalności, zwłaszcza od połowy XX wieku, placówka stanowi ważny ośrodek oświaty regionu. Uczniowie corocznie osiągają sukcesy edukacyjne, co daje szkole wysokie pozycje w rankingach. Przy szkole działa teatr, koła naukowe, szkolny klub sportowy – organizujący coroczny ogólnopolski turniej koszykarski, muzeum i biblioteka z ponad 30 tysiącami woluminów oraz zbiorem starodruków. Prężnie działa też Stowarzyszenie Wychowanków Gimnazjum i Liceum – zjazd z okazji 150-lecia szkoły w 2005 r. zgromadził ich ponad 1000. Szkoła organizuje imprezy kulturalne, odczyty i wykłady, m.in. w ramach Wszechnicy Absolwentów. Uczniowie wraz z wychowawcami trzykrotnie wystawili plenerowe widowisko Misterium Męki Pańskiej dla mieszkańców miasta (2007, 2008, 2009), zaś w styczniu 2009 (wraz z grupami rekonstrukcyjnymi) inscenizację walk powstania wielkopolskiego na ulicach Inowrocławia – według scenariusza nauczyciela I LO Edmunda Mikołajczaka. W grudniu 2011 otwarto przy szkole miniobserwatorium astronomiczne jako część projektu Astrobaza.
Jubileuszowy rok 150-lecia szkoły (2005) został ogłoszony przez Radę Miasta Inowrocławia „Rokiem Liceum Jana Kasprowicza”, zaś rok później placówka została odznaczona honorową odznaką „Zasłużony dla Województwa Kujawsko-Pomorskiego”.
Najdłużej urzędującym dyrektorem szkoły był Zdzisław Żyliński, sprawujący tę funkcję w latach 1977–2005.
Od 2005 do 2007 dyrektorem szkoły był Grzegorz Roszak, który zrezygnował z funkcji po wyborze na Posła na Sejm VI kadencji. Po jego odejściu obowiązki dyrektora pełnił przez krótki czas Krzysztof Śledziński (wicedyrektor od 1994).
Od 1 stycznia 2008 stanowisko dyrektora piastuje Rafał Łaszkiewicz.

## Dyrektorzy
I – okres od powstania szkoły do odzyskania niepodległości przez Inowrocław (1855–1919)
1. Eduard Gustav Schaub 1855–1859
2. Theodor Bernhard Gunther 1859–1872
3. Karl Friedrich Menzel 1872–1882
4. Ernst Traugott Eichner 1883–1902
5. Ernst Viedt 1902–1919
II – okres międzywojenny (1919–1939)
6. Wojciech Krajewski 1919–1920
7. Jan Augustak 1920–1931
8. Zenon Niedzielski 1931–1932
9. Józef Czownicki 1932–1939
III – okres powojenny (od 1945)
10. Jan Mikołajewski 1945
11. Edward Mańkowski 1945–1951
12. Mieczysław Zandecki 1951–1953
13. Roman Mróz 1953–1956
14. Stanisław Korpalski 1956–1966
15. Henryk Kaczmarek 1966–1968
16. Andrzej Krzemiński 1968-1977
17. Zdzisław Żyliński 1977–2005
18. Grzegorz Roszak 2005–2007
19. Krzysztof Śledziński 2007 (p.o.)
20. Rafał Łaszkiewicz od 2008[13]

## Nauczyciele
- Jan Bolechowski (język polski)

## Uczniowie
- Jan Kasprowicz (1860–1926), poeta, dramaturg, tłumacz literatury, rektor Uniwersytetu Jana Kazimierza we Lwowie
- prof. Henryk Arctowski (1871–1931), geofizyk, geograf, największy polski badacz polarny, „ojciec” glacjologii polskiej
- prof. Marian Biskup (1922–2012), historyk, mediewista, czołowy polski badacz dziejów Prus i Pomorza, członek PAN i PAU, honorowy obywatel miasta Inowrocławia
- prof. Zbigniew Błochowiak, inżynier budownictwa lądowego, główny inspektor rozbudowy Krakowa, w latach 1976–1982 kierował Instytutem Technologii i Organizacji Budownictwa Politechniki Krakowskiej
- hr. Adolf Rafał Bniński (1884–1942), wojewoda poznański, podczas II wojny światowej delegat rządu dla ziem zachodnich
- Ryszard Brejza (ur. 1958), polityk, poseł na Sejm III kadencji, prezydent Inowrocławia od 2002
- Kazimierz Burzyński (1897–1944), pilot komunikacyjny II Rzeczypospolitej, podczas II wojny światowej pilot „Mostu Atlantyckiego”
- Stefan Chojnacki (1913–1942), dziennikarz, działacz polityczny Stronnictwa Narodowego
- Stefan Cybichowski (1881–1940), architekt, projektant obiektów Targów Poznańskich i stu kościołów
- prof. Zygmunt Cybichowski (1879–1946), prawnik, specjalista prawa międzynarodowego, dziekan Wydziału Prawa Uniwersytetu Warszawskiego i Akademii Prawa Międzynarodowego w Hadze, przewodniczący International Law, sędzia Trybunału Rozjemczego w Hadze
- prof. Mieczysław Czajkowski, fizyk, wykładowca na Uniwersytecie Windsor
- Witold Degler (1915–1985), poeta i satyryk, współpracownik Szpilek i Karuzeli, w czasie okupacji wstąpił w szeregi Polskiej Armii Powstania, w latach 1943–1945 więziony m.in. w hitlerowskim obozie na Błoniach w Inowrocławiu
- Ryszard Długołęcki (ur. 1933) – polski lekarz, himalaista, uczestnik wypraw wysokogórskich, publicysta i tłumacz literatury pięknej oraz naukowej
- Zbigniew Droszcz (1930–1997), dyrygent, związany z teatrami operowymi we Wrocławiu, Bydgoszczy i Gdańsku.
- dr n. med. Aleksander Dubiski (1886–1939), lekarz, działacz społeczny i polityczny w Ostrowie Wielkopolskim, jeden z najważniejszych uczestników wydarzeń Republiki Ostrowskiej 1918
- ks. kardynał Bolesław Filipiak (1909–1978), dziekan Świętej Roty Rzymskiej
- Eligiusz Zbigniew Gałęzewski (1923–1996), inżynier, dyrektor i wiceprezes Lockheed Aircraft International A.G. w Kalifornii, komandos, żołnierz AK i 2 Korpusu Polskiego
- ks. kardynał Józef Glemp (1929–2013), arcybiskup metropolita warszawski, prymas Polski, honorowy obywatel miasta Inowrocławia, Matura'50
- Janusz Głowacki (1929-), dyr. DOKP w Lublinie i Katowicach, podsekretarz stanu w Ministerstwie Komunikacji. dyr. gen. Dyrekcji Generalnej PKP
- Arthur Greiser, gauleiter Kraju Warty podczas okupacji hitlerowskiej
- prof. Jan Hanasz (ur. 1934–2020), radioastronom, autor pierwszego polskiego eksperymentu kosmicznego
- Radosław Hyży (ur. 1973), koszykarz, reprezentant Polski, zawodnik m.in. Noteci Inowrocław, Śląska Wrocław
- prof. Mariusz Jaskólski (ur. 1952), chemik, laureat Nagrody Fundacji na rzecz Nauki Polskiej
- Jerzy Jędrzejewski mgr. inż lotnictwa, pilot doświadczalny
- Beata Kawka (ur. 1967), aktorka filmowa, teatralna i dubbingowa
- bł. ks. Stanisław Kubski (1876–1942), proboszcz parafii Zwiastowania NMP w Inowrocławiu, społecznik, męczennik
- ks. Antoni Laubitz (1861–1939), biskup sufragan gnieźnieński, działacz społeczny i narodowy, honorowy obywatel miasta Inowrocławia
- Tadeusz Lisicki (1910–1991), generał Armii Brytyjskiej, konstruktor, koordynator prac polskich kryptologów w Wielkiej Brytanii podczas II wojny światowej
- Kazimierz Mazur (1930–2000), pięcioboista nowoczesny, olimpijczyk w Rzymie 1960 r., medalista mistrzostw Polski
- prof. Benon Miśkiewicz (1930–2008), historyk, rektor Uniwersytetu Adama Mickiewicza w Poznaniu, minister nauki i szkolnictwa wyższego
- prof. Jan Witold Moll (1912–1990), kardiochirurg, wykonawca pierwszego w Europie Środkowo-Wschodniej przeszczepu serca, operacja się nie powiodła
- prof. Jacek Namieśnik (1949–2019) profesor nauk chemicznych, rektor Politechniki Gdańskiej
- Julian Nowicki (1912–1936), działacz ruchu robotniczego, dziennikarz
- prof. Maciej Nowicki (ur. 1941), Minister Środowiska w rządach Jana Krzysztofa Bieleckiego i Donalda Tuska, ekspert ONZ do spraw ochrony środowiska
- Ryszard Olszewski (ur. 1932) – koszykarz, reprezentant Polski, uczestnik olimpiady w Rzymie 1960
- Agnieszka Pachałko(ur. 1973), modelka, Miss International 1993
- ks. Tomasz Peta (ur. 1951), arcybiskup metropolita Astany, konsultor papieskiej Kongregacji Ewangelizacji Narodów
- prof. Antoni Pruszewicz (ur. 1931), otolaryngolog, rektor Akademii Medycznej w Poznaniu w latach 1987–1993
- prof. Moritz von Rohr (1868–1940), niemiecki matematyk, fizyk i optyk, ekspert w Zakładach Karla Zeissa w Jenie, twórca synoptera (190) – urządzenia przekształcającego obrazy dwuwymiarowe w trójwymiarowe
- prof. Kazimierz Rolewski (1887–1936), polski duchowny katolicki, rektor Arcybiskupiego Seminarium Duchownego w Poznaniu, kandydat na ołtarze, zwany męczennikiem konfesjonału
- Grzegorz Roszak, dyrektor Liceum w latach 2005–2007, poseł na Sejm VI kadencji z ramienia Platformy Obywatelskiej
- Bolesław Rumiński (1907–1971), działacz gospodarczy i polityczny, wiceprzewodniczący Rady Państwa, minister przemysłu chemicznego
- dr Leon Surzyński (1891–1967), lekarz, animator kultury, wicemarszałek Sejmu RP, jeden z przywódców Polonii brytyjskiej
- Stanisław Szenic (1904–1987), prawnik, pisarz, varsavianista
- Kuba Szyperski (1997-),  polski aktor teatralny, musicalowy i dubbingowy oraz piosenkarz, zwycięzca 21. edycji programu Twoja twarz brzmi znajomo
- dr Juliusz Trzciński (1880–1939), ekonomista, polityk, minister b. dzielnicy pruskiej
- prof. inż. Józef Zabłocki (ur. 1924), chemik, nauczyciel akademicki na Politechnice Śląskiej w Gliwicach, wpisany do Złotej Księgi Nauki Polskiej

## Rankingi
W 2019 roku w Rankingu Perspektyw Liceum zajęło 7 miejsce w województwie kujawsko-pomorskim, a 174 w skali kraju.
W roku szkolnym 2007/2008 „Kasper” okazał się najlepszą szkołą średnią w województwie kujawsko-pomorskim: uczniowie zdobyli 26 tytułów laureata i finalisty ogólnopolskich olimpiad przedmiotowych; w roku szkolnym 2008/2009 – na miejscu II w województwie: 21 tytułów laureata i finalisty; w roku szkolnym 2009/2010 – również na miejscu II: 3 tytuły laureata i 20 tytułów finalisty ogólnopolskich olimpiad przedmiotowych.
Od 2011 r. uległy zmianie zasady tworzenia rankingu. Do kryteriów olimpijskich (liczba finalistów i laureatów olimpiad w przeliczeniu na liczbę uczniów) doliczono kryterium związane z wynikami egzaminu maturalnego oraz tzw. kryterium akademickie (ocenę szkoły przez pracowników wyższych uczelni). Stąd w 2011 r. I LO uplasowało się na 55. miejscu w kraju, a na 5. w województwie, według starych zasad utrzymując 2. pozycję w województwie i odnotowując 21. miejsce w kraju.
| Ogólnopolski ranking szkół ponadgimnazjalnych „Rzeczpospolitej” i „Perspektyw” | Ogólnopolski ranking szkół ponadgimnazjalnych „Rzeczpospolitej” i „Perspektyw” |
| Rok                                                                            | Miejsce                                                                        |
| ------------------------------------------------------------------------------ | ------------------------------------------------------------------------------ |
| 2005                                                                           | 54.                                                                            |
| 2006                                                                           | 39.                                                                            |
| 2007                                                                           | 141.                                                                           |
| 2008                                                                           | 41.                                                                            |
| 2009                                                                           | 17.                                                                            |
| 2010                                                                           | 27.                                                                            |
| 2015                                                                           | 140                                                                            |
| 2016                                                                           | 228                                                                            |
| 2017                                                                           | 224                                                                            |
| 2018                                                                           | 336                                                                            |
| 2019                                                                           | 174                                                                            |